# Estivals
Estivals – miejscowość i gmina we Francji, w regionie Nowa Akwitania, w departamencie Corrèze.
Według danych na rok 1990 gminę zamieszkiwało 109 osób, a gęstość zaludnienia wynosiła 12 osób/km² (wśród 747 gmin Limousin Estivals plasuje się na 503. miejscu pod względem liczby ludności, natomiast pod względem powierzchni na miejscu 577.).